# 龙门农场
龙门农场是一个位于中华人民共和国黑龙江省黑河市五大连池市的农场，亦是黑龙江省农垦北安管理局所属的一个农场。
龙门农场始建于1955年9月27日，位于小兴安岭南麓，总面积3842平方公里，总人口6732人。

## 行政区划
龙门农场下辖以下单位：
龙门场直社区、龙门农场第一管理区、龙门农场第二管理区、龙门农场第三管理区、龙门农场第四管理区和龙门农场第五管理区。